# Ribeaucourt (Meuse)
Ribeaucourt település Franciaországban, Meuse megyében. Lakosainak száma 71 fő (2022. január 1.). Ribeaucourt Biencourt-sur-Orge, Bonnet, Bure, Mandres-en-Barrois, Montiers-sur-Saulx és Saint-Joire községekkel határos.

## Népesség
A település népessége az elmúlt években az alábbi módon változott:
| Lakosok száma | 129  | 139  | 107  | 103  | 108  | 87   | 72   | 65   | 67   | 71   |
|               | 1968 | 1982 | 1990 | 2006 | 2013 | 2015 | 2017 | 2019 | 2020 | 2022 |